# Phaleria capitata
Phaleria capitata phát triển như cây bụi hay cây nhỏ với độ cao lên đến 10 mét (33 ft), đường kính thân cây đạt 15 xentimét (5,9 in). Cành cây có màu nâu đỏ. Môi trường sống của chúng là rừng ở độ cao 1.200 mét (3.900 ft) so với mực nước biển. P. capitata được tìm thấy ở Sri Lanka, quần đảo Caroline, Malaysia, Indonesia, Philippines và New Guinea.